# Politiske partier på Færøerne
Politiske partier på Færøerne har været centrale aktører i færøsk politik siden begyndelsen af nittenhundredetallet med stiftelsen af Sambandsflokkurin og Sjálvstýrisflokkurin i henholdsvis 1906 og 1909. Derefter fulgte Javnaðarflokkurin i 1926, Fólkaflokkurin i 1939-40, Tjóðveldisflokkurin i 1948, Miðflokkurin i 1992 og sidst Framsokn i 2011.

## Nuværende partier
| Navn              | Formand             | Ideologi                          | Lagtinget | Stiftet | Partibogstav |
| ----------------- | ------------------- | --------------------------------- | --------- | ------- | ------------ |
| Fólkaflokkurin    | Jørgen Niclasen     | Liberalkonservatisme, separatisme | 8         | 1940    | A            |
| Framsókn          | Poul Michelsen      | Liberalisme, separatisme          | 2         | 2011    | F            |
| Javnaðarflokkurin | Aksel V. Johannesen | Socialdemokrati, unionisme        | 5         | 1926    | C            |
| Miðflokkurin      | Jenis av Rana       | Kristendemokrati                  | 2         | 1992    | H            |
| Sambandsflokkurin | Kaj Leo Johannesen  | Liberalisme, unionisme            | 8         | 1906    | B            |
| Nýtt Sjálvstýri   | Kári P. Højgaard    | Socialliberalisme, separatisme    | 1         | 1909    | D            |
| Tjóðveldi         | Høgni Hoydal        | Socialisme, separatisme           | 6         | 1948    | E            |

## Tidligere partier og politiske grupper
| Navn                                | Ideologi                      | Eksisterede | Partibogstav |
| ----------------------------------- | ----------------------------- | ----------- | ------------ |
| Den røde 1. maj-gruppe              | Socialisme, antimilitarisme   | 1980        |              |
| Oyggjaframi - Føroyskir Sosialistar | Socialisme, kommunisme        | 1962–1984   |              |
| Fiskivinnuflokkurin                 |                               | ?–1978      |              |
| Framsóknarflokkurin                 | Socialisme, separatisme       | 1988–1994   | L            |
| Frælsisfylkingin                    | Separatisme                   | 1994        | M            |
| Kommunistiski Flokkur Føroya        | Kommunisme                    | 1975–1981   |              |
| Hin Føroyski Flokkurin              | Integrationisme               | 1994–?      | O            |
| Hin stuttligi flokkurin             |                               | 2004        | K            |
| Kristiligi Fólkaflokkurin           | Kristendemokrati, separatisme | 1954–2000   | F            |
| Loysingarflokkurin                  | Separatisme                   | 1932–1940   | J            |
| Miðnámsflokkurin                    |                               | 2007–2008   | L            |
| Oyggjaframi (m-l)                   | Maoisme                       | 1972–1984   |              |
| Sosialistiski Loysingarflokkurin    | Socialisme, separatisme       | ca. 1990    | N            |
| Verkamannafylkingin                 | Socialdemokrati, unionisme    | 1994–1998   | H            |
| Vinnuflokkurin                      | Konservatisme, separatisme    | 1935–1939   | I            |